# روزالیند فرانکلین
روزالیند السی فرانکلین (به انگلیسی: Rosalind Elsie Franklin) ‏(۲۵ ژوئیه ۱۹۲۰ - ۱۶ آوریل ۱۹۵۸)، یک شیمی‌دان و بلورشناس یهودی‌تبار انگلیسی بود که نقشی اساسی در شناسایی ساختار مولکول دی‌ان‌ای (DNA)، آران‌ای (RNA)، انواع ویروس‌ها، زغال‌سنگ و گرافیت ایفا کرد. اگرچه کار او بر روی زغال‌سنگ و ویروس‌ها در طول حیاتش مورد تقدیر قرار گرفت اما مشارکت‌هایش در زمینه شناسایی ساختار دی‌ان‌ای به دوران پس از مرگ او موکول شد.

## زندگی
او فارغ‌التحصیل مدرسه دخترانه سنت پائول بود. او بعدها تحصیلات خود را در رشته شیمی در دانشگاه کمبریج ادامه داد.
در سال ۱۹۵۱ او کارش در دانشگاه کینگز لندن را آغاز کرد، جایی که در آن تا مرز تفرق پرتو ایکس در برخورد با مولکول دی‌ان‌ای پیش رفت. در سال ۱۹۵۲ میلادی، فرانکلین و ویلکینز از یک مولکول با دستگاه ایکس-ری عکاسی کردند و نشان دادند که دی ان ای، بیش از یک رشته دارد و توانستند ابعاد این مولکول را تشخیص دهند. شفاف‌ترین عکس، که به عکس شماره ۵۱ معروف است، باعث شد دیگر دانشمندان بتوانند مدلی از دی ان ای بسازند.
جیمز واتسون و فرانسیس کریک از یک نسخه قبل از چاپ تحقیقات فرانکلین استفاده کردند تا به چگونگی ساختار DNA برسند. آن دو مقاله معروف خود را در سال ۱۹۵۳، فقط با پانویس کوچکی در مورد اطلاعات به‌دست آمده توسط فرانکلین به چاپ رساندند.
روزالیند، سال ۱۹۵۸ در سن ۳۸ سالگی بر اثر سرطان تخمدان جان سپرد. چهار سال بعد کریک، واتسون و ویلکینز به دریافت جایزه نوبل نائل آمدند اما به‌علت مرگ فرانکلین و در قید حیات نبودن وی، جایزه نوبل به او اعطا نشد.
بعدها تحقیقات مختلفی، نقش بسزای وی را در کشف دی‌ان‌ای و کنار گذاشته شدن او را به اثبات رساند.

## کشف ساختار DNA
در نوامبر ۱۹۵۱، جیمز واتسون و فرانسیس کریک در دانشگاه کمبریج با تکیه بر داده‌هایی که از آزمایشگاه‌های دیگر به دستشان رسیده بود، سعی کردند مدلی مولکولی برای ساختار DNA ارائه دهند. آن‌ها ابتدا ساختاری سه‌مارپیچه با ستون فقرات فسفاتی در مرکز طراحی کردند، اما روزالیند فرانکلین که با داده‌های کریستالوگرافی کار می‌کرد، این مدل را از نظر شیمیایی نادرست دانست، چرا که گروه‌های فسفاتی در محیط آبی باید در بیرون ساختار قرار گیرند، نه درون آن.
فرانکلین با رویکردی تجربی‌تر معتقد بود که باید ابتدا داده‌ها به‌طور کامل تحلیل شوند و سپس به سراغ مدل‌سازی رفت. همین احتیاط باعث شد که او در برابر اشتباهاتی مانند مدل سه‌گانه پاولینگ، ایستادگی بیشتری نشان دهد. با این حال، او نیز در آن زمان به‌طور کامل از ماهیت دقیق ساختار DNA آگاه نبود.
در ژانویه ۱۹۵۳، وقتی مقاله اشتباه پاولینگ به کمبریج رسید، واتسون و کریک بار دیگر با تشویق سرپرستشان براگ به سراغ مدل‌سازی رفتند. آن‌ها داده‌های زیادی از جمله فاصله‌های تکرارشونده در ساختار DNA را بررسی کردند تا به مدلی دقیق‌تر برسند. در این مسیر، تصاویری مانند عکس ۵۱، که توسط فرانکلین ثبت شده بود، نقش تعیین‌کننده‌ای داشت.
یکی از اسناد کلیدی، گزارشی بود که شامل تحلیل‌های فرانکلین در مورد ساختار DNA نوع A بود. این گزارش بدون اطلاع مستقیم فرانکلین، به دست کریک رسید و به او کمک کرد درک بهتری از تقارن ساختار و آرایش دو رشته‌ای ضد موازی DNA پیدا کند.
همزمان با خروج فرانکلین از کینگز کالج، ویلکینز، همکار او، به داده‌های حساس او مانند عکس ۵۱ دسترسی پیدا کرد و آن را در اختیار واتسون گذاشت. این همکاری ناهماهنگ منجر به ساخت مدلی شد که بعدها به‌عنوان ساختار مارپیچ دوگانه DNA مشهور شد و در نهایت در آوریل همان سال در نشریه Nature منتشر گردید.
فرانکلین نیز در همان بازه زمانی به شباهت‌های بین فرم‌های A و B ساختار DNA پی برده بود و به‌طور مستقل به احتمال مارپیچ‌بودن ساختار فکر می‌کرد. یادداشت‌هایی از او باقی مانده که نشان می‌دهند پیش از انتشار مدل واتسون و کریک، او به ساختاری دو رشته‌ای مشکوک شده بود، اگرچه هنوز مطمئن نبود.
با این حال، فرانکلین هیچ‌گاه به مکمل‌بودن دقیق بازهای آلی پی نبرد؛ مفهومی که واتسون و کریک به‌درستی تشخیص دادند و یکی از ارکان اساسی درک رمز ژنتیکی به‌شمار می‌رود. فرانکلین که به دقت تجربی پایبند بود، ترجیح می‌داد ابتدا شواهد بیشتری گردآوری کند و بعد وارد مرحلهٔ مدل‌سازی شود.
مدل نهایی واتسون و کریک تنها با اشاره‌ای مبهم به داده‌های فرانکلین منتشر شد. در همان شماره، دو مقاله دیگر از ویلکینز و فرانکلین نیز چاپ شد که یافته‌های تجربی آن‌ها را ارائه می‌داد، اما سهم حقیقی فرانکلین در کشف ساختار DNA برای دهه‌ها کمتر از واقعیت جلوه داده شد.
در سال‌های اخیر، بازنگری‌های تاریخی و پژوهش‌های جدید نشان داده‌اند که فرانکلین نه تنها نقش مهمی در کشف ساختار DNA داشته، بلکه همکاری و پیشرفت‌هایش هم‌سطح با دیگر دانشمندان این پروژه بوده است. در سال ۲۰۲۳ نیز تئاتری بر اساس زندگی و کار علمی او به روی صحنه رفت تا توجه عمومی بیشتری به جایگاه علمی‌اش جلب شود.